# Andrzej Łada-Bieńkowski
Andrzej Łada-Bieńkowski (ur. 3 lipca 1909, zm. 5 czerwca 1940 w Wiśniczu) – polski prawnik, prokurator Sądu Okręgowego w Krakowie.

## Życiorys
Był synem profesora UJ Piotra Bieńkowskiego, bratem prawnika Krzysztofa oraz szwagrem historyka sztuki Tadeusza Dobrowolskiego. Uczęszczał do IV Gimnazjum im. Henryka Sienkiewicza w Krakowie, gdzie zdał maturę w 1927 roku. W latach 1927–1931 studiował prawo na UJ. Od stycznia 1938 roku do listopada 1939 był prokuratorem w Sądzie Okręgowym w Krakowie. 3 września 1938 roku oskarżył Gustawa Beckmanna z art. 152 kk „o wyszydzanie narodu polskiego”, wyrok 1 roku więzienia podtrzymał sąd apelacyjny w marcu 1939. Gustaw Beckmann po wkroczeniu Niemców do Krakowa został funkcjonariuszem gestapo i postarał się o aresztowanie wszystkich osądzających go prawników. Andrzej Bieńkowski został aresztowany 23 listopada 1939, dzień później znalazł się na Montelupich. W lutym 1940 został wraz z sędzią Władysławem Bobilewiczem przewieziony do więzienia w Wiśniczu. W ramach hitlerowskich represji za ucieczkę 27 maja 1940 żydowskiego więźnia został stracony w dniu 5 czerwca 1940 wraz z 9 innymi więźniami między innymi: z sędzią Władysławem Bobilewiczem, księdzem Ferdynandem Machayem, porucznikiem Wojska Polskiego Jerzym Libanem i przewodniczącym Związku Powstańców Śląskich Józefem Kanią. Ekshumacja ciał pomordowanych więźniów odbyła się 27 kwietnia 1946, Andrzeja Bieńkowskiego pochowano w grobowcu rodzinnym na cmentarzu Rakowickim.